# Michal Sokolt
Michal Sokolt (* 27. ledna 1973) je bývalý český fotbalista, útočník. Nyní působí v jihočeském krajském přeboru v Jistebnice, kde je stále aktivní hráč.

## Fotbalová kariéra
V české lize hrál za FK Švarc Benešov. Nastoupil v 9 ligových utkáních.

## Ligová bilance
| Ročník                          | Zápasy | Góly | Klub             |
| ------------------------------- | ------ | ---- | ---------------- |
| 1. česká fotbalová liga 1994/95 | 9      | 0    | FK Švarc Benešov |
| CELKEM                          | 9      | 0    |                  |